# El Cool Magnifico
El Cool Magnifico – piąty studyjny album amerykańskiego rapera Coolio. Został wydany 15 października, 2002 roku.

## Lista utworów
1. "What is an MC"
2. "Shake It Up"
3. "Cadillac Vogues"
4. "Show Me Love"
5. "I Like Girls"
6. "Ghetto Square Dance"
7. "Would You Still Be Mine"
8. "Sunshine"
9. "Hear Me Now"
10. "Island Hop"
11. "Like This" (feat. Ms. Toi)
12. "Skirrrt" (feat. B-Real)
13. "Knockout Kings"
14. "Gangbangers" (feat. Daz Dillinger & Spade)
15. "Pop Yo Collar"